# Стівен Жозеф-Монроз
Стівен Жозеф-Монроз (фр. Steven Joseph-Monrose, 20 липня 1990, Бонді) — французький футболіст, нападник клубу «Сен-П'єрр Мілізак».

## Клубна кар'єра
Стівен футболом розпочав займатися в місцевому клубі «Бонді», згодом перейшов до команди «Льєвен», а з 2002 у футбольній академії професійної команди «Ланс». 
20 липня 2008 уклав свій перший контракт з командою «Ланс». 13 жовтня 2008 дебютував у матчі проти Генгам та провів на полі двадцять хвилин ігрового часу. 11 січня 2010 «Ланс» відав в оренду гравця до клубу «Шатору».
Сезон 2011/12 француз провів у складі бельгійського клубу «Кортрейк», влітку 2012 перейшов до іншої бельгійської команди «Генк», де провів три сезони.
У 2015 повернувся на батьківщину та уклав контракт з клубом «Брест».
23 червня 2017 Стівен уклав дворічний контракт з азербайджанським клубом «Габала» в складі якого відіграв до 4 червня 2019 року.
16 червня 2019 гравець та команда «Нефтчі» (Баку) підписали дворічну угоду. 26 червня 2021 року «Нефтчі» (Баку) підтвердив, що сторони вирішили припинити співпрацю.

## На рівні збірних
З 2007 по 2011 виступав за юнацькі збірні Франції різних вікових груп, з 2011 по 2012 виступав за молодіжну збірну Франції.

## Титули і досягнення

### Клубні
Ланс
- Ліга 2 (1): 2008-09

Генк
- Кубок Бельгії (1): 2012-13

Габала
- Кубок Азербайджану (1): 2018-19

Нефтчі
- Чемпіон Азербайджану (1): 2020-21

### Особисті
Нефтчі
- Найкращий бомбардир Чемпіонату Азербайджану (1): 2019-20